# 彭羅斯密鋪

五重旋轉對稱的菱形彭罗斯铺砌

彭罗斯铺砌（英語：Penrose tiling）屬於非周期铺砌 。铺砌是用不重疊的多邊形或其它形狀覆蓋平面，而非周期铺砌意味將此铺砌不是平移對稱，平移任何距離後，所得的铺砌都和原有的不同。彭罗斯铺砌雖不是平移對稱，但具有反射對稱和五重旋转对称。彭罗斯铺砌以1970年代研究此铺砌的數學家和物理學家羅傑·彭罗斯命名。
有幾種不同的彭罗斯铺砌，是由不同的多邊形所組成。原始的铺砌用了四種不同形狀的多邊形，後來減到只用到兩種。有一種彭罗斯铺砌使用兩種不同的菱形；另一種則是使用筝形以及稱為「飛鏢」的四邊形。通过限制其铺砌組合的方式来避免出現周期铺砌，即可得到彭罗斯铺砌。這可以用幾種方式完成，包括匹配規則、替换铺砌或有限细分规则、切割及投影、覆蓋。即使有這些限制，每種彭罗斯铺砌的變體都會產生無限種砌法。

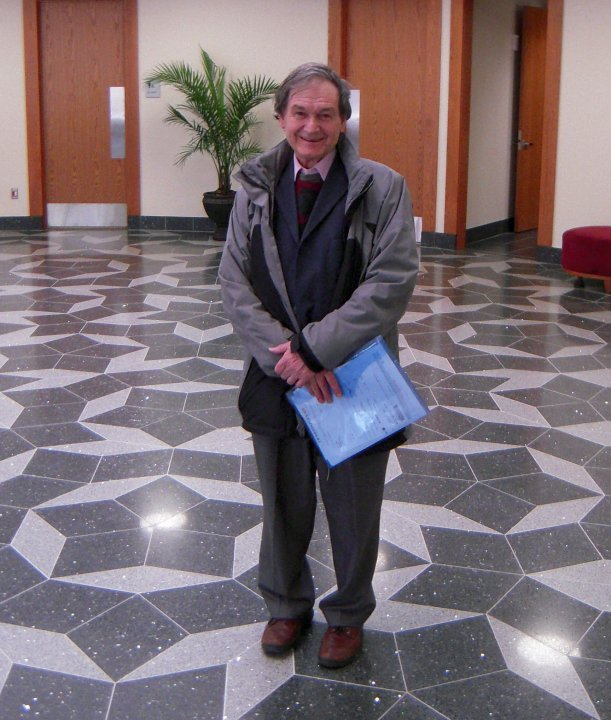
羅傑·彭罗斯站在得克萨斯农工大学米切爾基礎物理及天文學研究所的大廳，其地面即為彭罗斯铺砌

2011 诺贝尔化学奖 授予“准晶体的发现”，彭罗斯铺砌因“有助于理解准晶体的发现”而被提及。

## 历史和背景

### 周期性和非周期性铺砌

图 1.具有两个原始铺砌的周期性铺砌的一部分

用某种几何形状的图案（“拼块”）覆盖平坦的表面（“平面”），且没有重叠或间隙，这称为铺砌。最常见的铺砌，例如用边对边相接的方块覆盖地板，就是周期性铺砌的例子。如果将方形铺砌按铺砌的宽度移动，与铺砌的边平行，则结果将与移动之前的铺砌图案相同。以这种方式保留铺砌的移位（正式名称为平移）称为铺砌的一个周期。如果铺砌具有将铺砌沿两个不同方向移动的周期，则称其为周期性的。 
方形铺砌中的拼块只有一种形状，其他铺砌通常只有有限数量的形状。这些形状被称为原始铺砌，如果仅使用这些形状对平面进行铺砌，则称一组原始拼块可容许一种铺砌，或铺砌平面。也就是说，铺砌中的每个拼块必须与其中一个原始拼块全等。 
没有周期的铺砌是非周期的。如果一组原始铺砌的所有铺砌都是非周期的，则称其为非周期的，在这种情况下，其铺砌也称为非周期铺砌。 彭罗斯铺砌是已知最简单的由有限原始拼块子集在平面上进行非周期铺砌的例子之一。 

### 最早的非周期性铺砌

一组非周期性的王氏多米诺骨牌。

20 世纪 60 年代，逻辑学家王浩注意到决策问题和铺砌之间的联系，非周期铺砌这一主题重新引起了人们的兴趣。 具体来说，他引入了用带有彩色边缘的方形盘子进行铺砌，现在称为王氏多米诺骨牌或牌，并提出了“多米诺骨牌问题”：确定给定的一组王氏多米诺骨牌是否可以用相邻多米诺骨牌边缘匹配的颜色铺砌平面。他观察到，如果这个问题是不可判定的，那么就必然存在一组非周期的王氏多米诺骨牌。当时，这似乎令人难以置信，因此王推测不可能存在这样的集合。

罗宾逊的六个原始拼块

王浩的学生罗伯特·伯杰 (Robert Berger)在其 1964 年的论文中证明了多米诺骨牌问题是不可判定的（因此王的猜想是错误的）， 并得到了一组非周期的 20,426 块王氏多米诺骨牌。 他还描述了将这样的原始多米诺骨牌数量减少到 104 个的方法；后者没有出现在他出版的专著中， 但 1968 年，唐纳德·克努斯详细介绍了伯杰集合的修改，只需要 92 块多米诺骨牌。 
王氏多米诺骨牌拼砌所需的颜色匹配可以通过修改拼块的边缘（就像拼图碎片一样）来轻松实现，以便它们只能按照边缘颜色所规定的方式拼合在一起。 拉斐尔·罗宾逊(Raphael Robinson) 在 1971 年的一篇论文中简化了伯杰的技术和不可判定性证明，并利用该技术获得了一个仅由六个原始数列组成的非周期集。 

### 彭罗斯铺砌的发展历程
第一个彭罗斯铺砌（下面的拼贴 P1）是一组非周期的六个原始拼块，由罗杰·彭罗斯 (Roger Penrose)在 1974 年的一篇论文中引入，它基于五边形而不是正方形。任何用正五边形来铺砌平面的尝试都必然会留下空隙，但约翰尼斯·开普勒在其 1619 年的著作《宇宙的和谐》中表明，这些空隙可以用五角星（星形多边形）、十边形和相关形状来填补。 开普勒将这种铺砌结构扩展了 5 个多边形，没有发现任何周期性模式，并推测每次扩展都会引入一个新特征 ，从而创建了非周期性铺砌结构。在阿尔布雷希特·丢勒的作品中也可以找到这些思想的痕迹。 受到开普勒的启发，彭罗斯找到了这些形状的匹配规则，获得了一个非周期集。这些匹配规则可以通过边缘的装饰来强加，就像王浩的拼块一样。彭罗斯的铺砌图案可视为开普勒有限Aa图案的补充。 

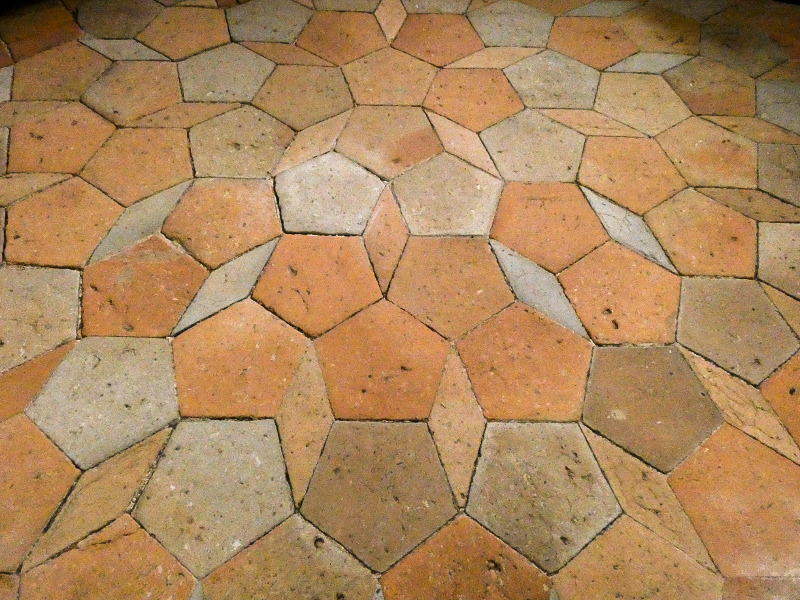
18 世纪早期捷克共和国泽莱纳霍拉的圣约翰内波穆克朝圣教堂中由五边形和细菱形组成的非彭罗斯拼块

随后，彭罗斯将原始拼块的数量减少到两个，发现了筝飞镖拼块（下图 P2 拼块）和菱形拼块（下图 P3 拼块）。 菱形铺砌是由罗伯特·阿曼于 1976 年独立发现的。 彭罗斯和约翰·康威研究了彭罗斯铺砌的性质，发现替代性质可以解释它们的层次性；他们的发现由马丁·加德纳在 1977 年 1 月《科学美国人》的“数学游戏”专栏中发表。 
1981年， NG de Bruijn提出了两种不同的方法来构造彭罗斯铺砌。德布鲁因的“多重网格法”将彭罗斯铺砌视为五族平行线排列的对偶图。在他的“切割和投影方法”中，彭罗斯铺砌是从五维立方结构中获得的二维投影。在这些方法中，彭罗斯铺砌被视为一组点（即其顶点），而拼贴则是通过连接顶点和边而获得的几何形状。  1990 年，Baake、Kramer、Schlottmann 和 Zeidler 在四维五胞蜂窝结构中以类似方式推导出彭罗斯铺砌和相关的图宾根三角拼贴。 

## 彭罗斯铺砌类型

使用彭罗斯原始的六个原始拼块进行 P1 铺砌

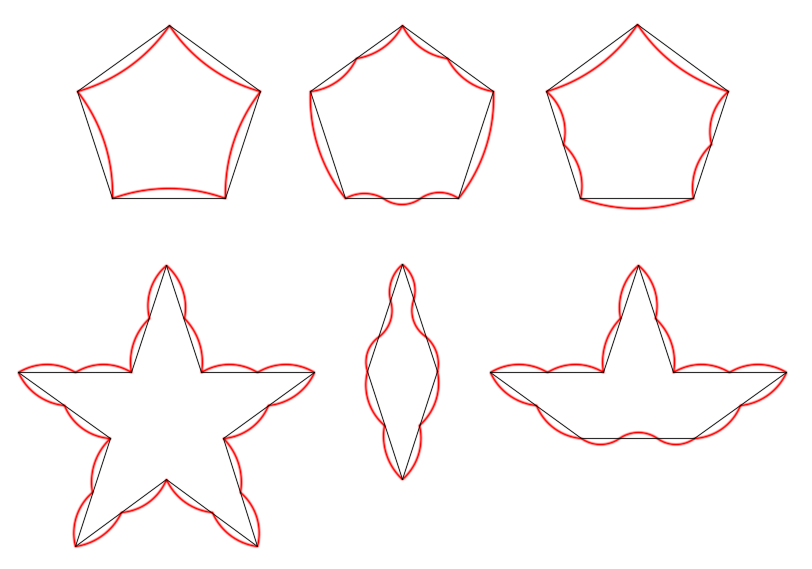
彭罗斯 P1 拼块上覆盖有圆弧和节点，以强制执行拼块规则

下面分别介绍彭罗斯铺砌的三种类型，即 P1 – P3。 它们有许多共同的特征：在每种情况下，拼块都是由与五边形相关的形状（因此也与黄金分割率相关）构成的，但基本拼块形状需要通过匹配规则进行补充，以便非周期性地进行铺砌。这些规则可以用标记的顶点或边，或拼块表面上的图案来描述；或者，可以修改边缘轮廓（例如通过凹痕和突起）以获得一组非周期性的原始拼块。  

### 原始五边形彭罗斯铺砌（P1）
彭罗斯的第一个铺砌图案使用了五边形和另外三种形状：五角“星”（五角星形）、“船”（大约是五分之三的星形）和“钻石”（细菱形）。 为了确保所有铺砌都是非周期性的，有匹配规则指定了拼块如何相互匹配，五角形拼块有三种不同类型的匹配规则。将这三种类型视为不同的原型，总共会给出一组六种原型。通常用三种不同的颜色来表示三种不同类型的五角形拼块，如右上图所示。 

### 筝和飞镖铺砌（P2）

部分平面被 P2 型（筝和飞镖）彭罗斯铺砌所覆盖。通过应用几次放气创建，请参阅下面的部分。

彭罗斯的第二种铺砌方法使用了称为“筝”和“飞镖”的四边形，它们可以组合成菱形。然而，匹配规则禁止菱形这样的组合。 筝和飞镖都是由两个三角形组成，称为罗宾逊三角形，该三角形是根据罗宾逊在 1975 年的笔记创建的。 
- 筝是一个四边形，它的四个内角分别为72度、72度、72度、144度。筝可以沿其对称轴一分为二，形成一对锐角罗宾逊三角形（角分别为 36 度、72 度和 72 度）。
- 飞镖是一个非凸四边形，其四个内角分别为36度、72度、36度、216度。飞镖可沿其对称轴一分为二，形成一对钝角罗宾逊三角形（角分别为 36 度、36 度和 108 度），比锐角三角形小。

匹配规则可以用多种方式来描述。一种方法是对顶点进行着色（使用两种颜色，例如黑色和白色），并要求相邻的图块具有匹配的顶点。 另一种方法是使用圆弧图案（如上图左所示的绿色和红色）来限制拼块的放置：当两个拼块在铺砌中共享一条边时，图案必须在这些边处匹配。 
这些规则通常会强制放置某些拼块：例如，任何飞镖的凹顶点都必须由两个筝填充。相应的图形（左下图顶行中央）被康威称为“王牌”；虽然它看起来像一只放大的筝，但它的铺砌方式并不相同。 类似地，当两个筝沿短边相遇时形成的凹顶点必然由两个飞镖填充（右下）。事实上，拼块在顶点相交只有 7 种可能的方式；其中两个图形–即“星星”（左上）和“太阳”（右上） –具有 5 重二面体对称性（通过旋转和反射），而其余图形只有一个反射轴（在图像中垂直）。 除了王牌（中间顶部）和太阳之外，所有这些顶点图形都会限制添加拼块的放置。 

### 菱形铺砌（P3）

使用圆弧或边缘修改来强制执行铺砌规则的彭罗斯菱形的匹配规则

使用抛物线边来强制执行铺砌规则的彭罗斯菱形匹配规则

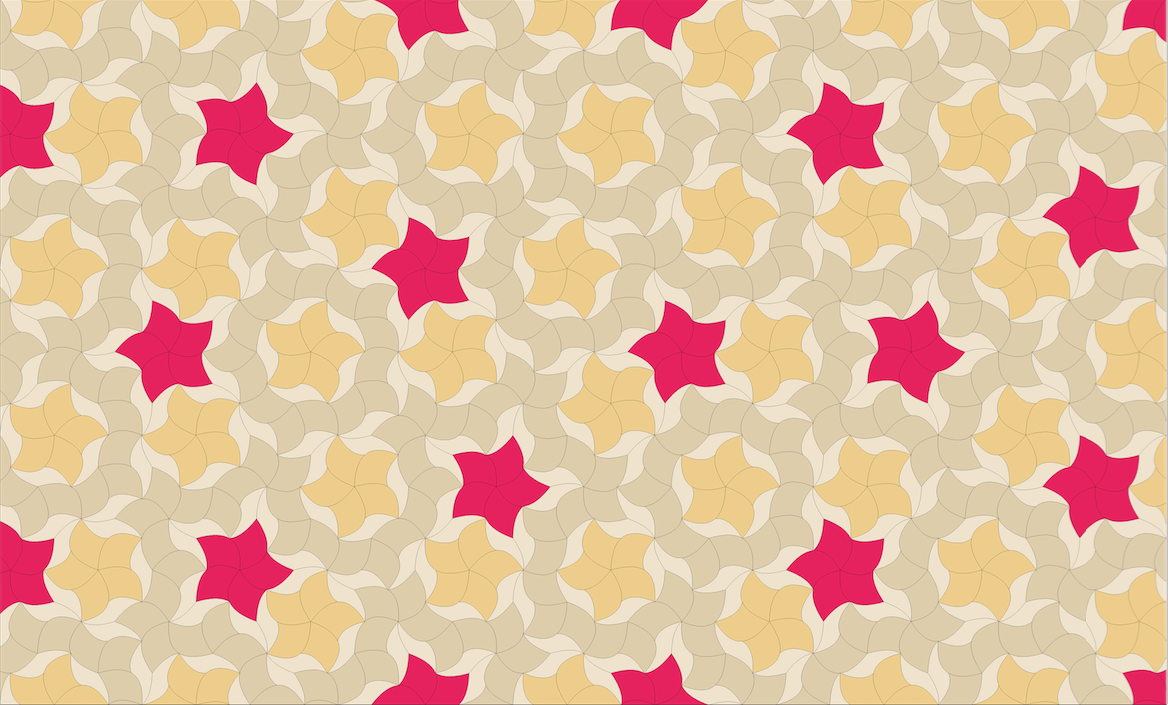
使用具有抛物线边缘的彭罗斯菱形的 P3 型彭罗斯铺砌

第三种铺砌方法使用一对菱形，它们的边相等，但角度不同。 普通的菱形拼块可用于周期性地铺砌平面，因此必须对拼块的组装方式进行限制：任何两块拼块都不能形成平行四边形，因为这将允许周期性铺砌，但这种限制不足以强制非周期性，如上图 1所示。
有两种类型的拼块，都可以分解为罗宾逊三角形。 
- 细菱形 t 有四个角，角度分别为36度、144度、36度、144度。 t 菱形可沿其短对角线一分为二，形成一对锐角罗宾逊三角形。
- 粗菱形 T 的角度分别为 72 度、108 度、72 度和 108 度。 T菱形可以沿其长对角线一分为二，形成一对钝角罗宾逊三角形；与 P2 铺砌相反，这些三角形比锐角三角形更大。

匹配规则区分了拼块的各个边，并且规定拼块可以以某些特定方式并列，但不能以其他方式并列。右图显示了描述这些匹配规则的两种方式。在一种形式中，拼块必须被组装起来，使得表面上的曲线在颜色和边缘位置上相匹配。另一种方法是，将拼块组装起来，使它们边缘的凸起部分能够紧密贴合。 
此类角度有 54 种循环排序组合，在顶点处加起来等于 360 度，但铺砌规则只允许出现其中七种组合（尽管其中一种组合有两种出现方式）。 
各种角度和面部曲率的组合可以构造任意复杂的拼块，例如彭罗斯鸡。 

## 特征与构造

### 黄金比例和局部五边形对称性
彭罗斯铺砌的几个性质和共同特征都涉及黄金比例{\displaystyle \varphi ={\frac {1+{\sqrt {5}}}{2}}} （约1.618）。  这是正五边形的弦长与边长的比，满足φ = 1 + 1/ φ 。

五边形，内接粗菱形（浅色）、锐角罗宾逊三角形（浅色阴影）和小钝角罗宾逊三角形（较暗）。虚线为刻有图案的筝和飞镖提供了额外的边缘。

因此，（等腰）罗宾逊三角形长边与短边的长度比为φ :1。因此，筝形和飞镖形拼块的长边与短边的比也为φ :1，细菱形t的边与短对角线的比也为 φ :1，粗菱形T的长对角线与边的比也为φ :1。在 P2 和 P3 形拼块中，较大罗宾逊三角形与较小罗宾逊三角形的面积比为 φ :1，因此筝形拼块与飞镖形拼块的面积比、粗菱形拼块与细菱形拼块的面积比也为 φ :1。 （左侧五边形中既有较大三角形也有较小钝角罗宾逊三角形：顶部较大三角形–粗菱形的两半–的线性尺寸比底部较小阴影三角形的线性尺寸大φ ，因此面积比为φ 2 :1。）
任何彭罗斯铺砌都具有局部五边形对称性，即拼贴中存在被对称的拼贴结构包围的点：这种结构关于中心点具有五重旋转对称性，并且有五条通过该点的镜像反射对称线，即二面体对称群。 这种对称性一般只会保留中心点周围的一小块拼块，但是这块拼块可以非常大：康威和彭罗斯证明，每当 P2 或 P3 铺砌上的彩色曲线闭合成一个环时，环内的区域就具有五边形对称性，而且，在任何铺砌中，每种颜色最多有两条这样的曲线不闭合。 
整体五重对称的中心点至多只有一个：如果有多个，则每个中心点绕另一个中心点旋转将产生两个更接近的五重对称中心，这会导致数学上的矛盾。 每种类型只有两种彭罗斯铺砌具有整体五边形对称性：对于筝和飞镖构成的 P2 拼贴，其中心点要么是“太阳”，要么是“星形”顶点。 

### 膨胀和收缩

五边形分解成六个较小的五边形（半个十二面体网格），其中有间隙

彭罗斯铺砌的许多共同特征都遵循由替换规则给出的分层五边形结构：这通常被称为铺砌或拼块（集合）的膨胀和收缩，或合成和分解。   替换规则将每个图块分解为与铺砌中使用的形状相同的较小图块（从而允许较大的图块由较小的图块“组成”）。这表明彭罗斯铺砌具有缩放自相似性，因此可以被认为是一种分形，使用与五叶形相同的过程。 
彭罗斯最初是这样发现 P1 铺砌的：将一个五边形分解成六个小五边形（十二面体网的一半）和五个半菱形；然后他观察到，当他重复此过程时，五边形之间的空隙都可以被星形、菱形、船形和其他五边形填充。 通过无限重复这个过程，他得到了两个具有五边形对称性的 P1 铺砌之一。  

#### 罗宾逊三角分解

罗宾逊三角形及其分解

P2 和 P3 铺砌的替换方法都可以使用不同大小的罗宾逊三角形来描述。在 P2 铺砌（通过二分筝和飞镖）中出现的罗宾逊三角形称为 A 铺砌，而在 P3 铺砌（通过二分菱形）中出现的罗宾逊三角形称为 B 铺砌。 较小的 A 形拼块（记为 A S ）是钝角罗宾逊三角形，而较大的 A 形拼块（记为 A L ）是锐角罗宾逊三角形；相反，较小的 B 形拼块（记为 B S ）是锐角罗宾逊三角形，而较大的 B 形拼块（记为 B L ）是钝角。
具体来说，如果 A S 的边长为 (1, 1, φ )，则 A L 的边长为 ( φ, φ, 1)。 B-拼块 可以通过两种方式与 A-拼块 相关：
- 如果 B S与 A L大小相同，则 B L为 A S的放大版φ A S ，边长为 ( φ, φ, φ 2 = 1 + φ ) –分解为一个 A L拼块和一个S拼块，沿长度为 1 的公共边连接。
- 如果将 B L与 A S等同，则 B S为 A L的简化版本 (1/ φ )A L ，其边长为 (1/ φ ,1/ φ ,1) –沿长度为 1 的公共边连接 B S拼块和 B L拼块，可得到 A L拼块（的分解）。

在这些分解中，似乎存在一个歧义：罗宾逊三角形可以用两种方式分解，它们在三角形的（等腰）对称轴上互为镜像。在彭罗斯铺砌中，此选择由匹配规则固定。此外，匹配规则还决定了铺砌中较小的三角形如何组合成较大的三角形。 
因此，P2 和 P3 铺砌是相互局部可导的：一组拼块的铺砌可用于生成另一组铺砌。例如，筝和飞镖的铺砌可以细分为 A 块，然后可以以规范方式组合这些 A 块以形成 B 块，进而形成菱形。  P2 和 P3 铺砌也都与 P1 铺砌相互局部可导（见上图 2 ）。 
将 B 块分解为 A 拼块的过程可以写为
BS = AL, BL = AL + AS
（假设 B-拼块 的尺寸约定较大），可以将其总结为替换矩阵方程： 
{\displaystyle {\begin{pmatrix}B_{L}\\B_{S}\end{pmatrix}}={\begin{pmatrix}1&1\\1&0\end{pmatrix}}{\begin{pmatrix}A_{L}\\A_{S}\end{pmatrix}}\,.}
将其与扩大的φ -拼块分解为B-拼块相结合，得到替代
{\displaystyle {\begin{pmatrix}\varphi A_{L}\\\varphi A_{S}\end{pmatrix}}={\begin{pmatrix}1&1\\1&0\end{pmatrix}}{\begin{pmatrix}B_{L}\\B_{S}\end{pmatrix}}={\begin{pmatrix}2&1\\1&1\end{pmatrix}}{\begin{pmatrix}A_{L}\\A_{S}\end{pmatrix}}\,,}
这样放大的拼块φ A L就分解为两个 A L拼块和一个 A S拼块。匹配规则强制进行特定的替换： φ A L牌中的两张 A L牌必须组成一只筝，因此一只筝分解成两只筝和两支半镖，而一支飞镖分解成一只筝和两支半镖。  放大的φ B-拼块s 以类似的方式分解为 B-拼块s（通过φ A-拼块s）。
组合和分解可以迭代，例如
{\displaystyle \varphi ^{n}{\begin{pmatrix}A_{L}\\A_{S}\end{pmatrix}}={\begin{pmatrix}2&1\\1&1\end{pmatrix}}^{n}{\begin{pmatrix}A_{L}\\A_{S}\end{pmatrix}}\,.}
构造第 n次迭代中的筝和飞镖的数量由替代矩阵的n次方决定：
{\displaystyle {\begin{pmatrix}2&1\\1&1\end{pmatrix}}^{n}={\begin{pmatrix}F_{2n+1}&F_{2n}\\F_{2n}&F_{2n-1}\end{pmatrix}}\,,}
其中F n是第n个斐波那契数。因此，任何足够大的 P2 彭罗斯铺砌图案中筝数量与飞镖数量的比率都近似于黄金比率φ 。 对于 P3 彭罗斯镶嵌中的厚菱形与薄菱形的数量比，也有类似的结果。 

#### P2 和 P3 铺砌的收缩

彭罗斯 P2 型拼贴中“太阳”顶点的连续收缩

彭罗斯 P3 型拼贴中的拼贴集的连续收缩

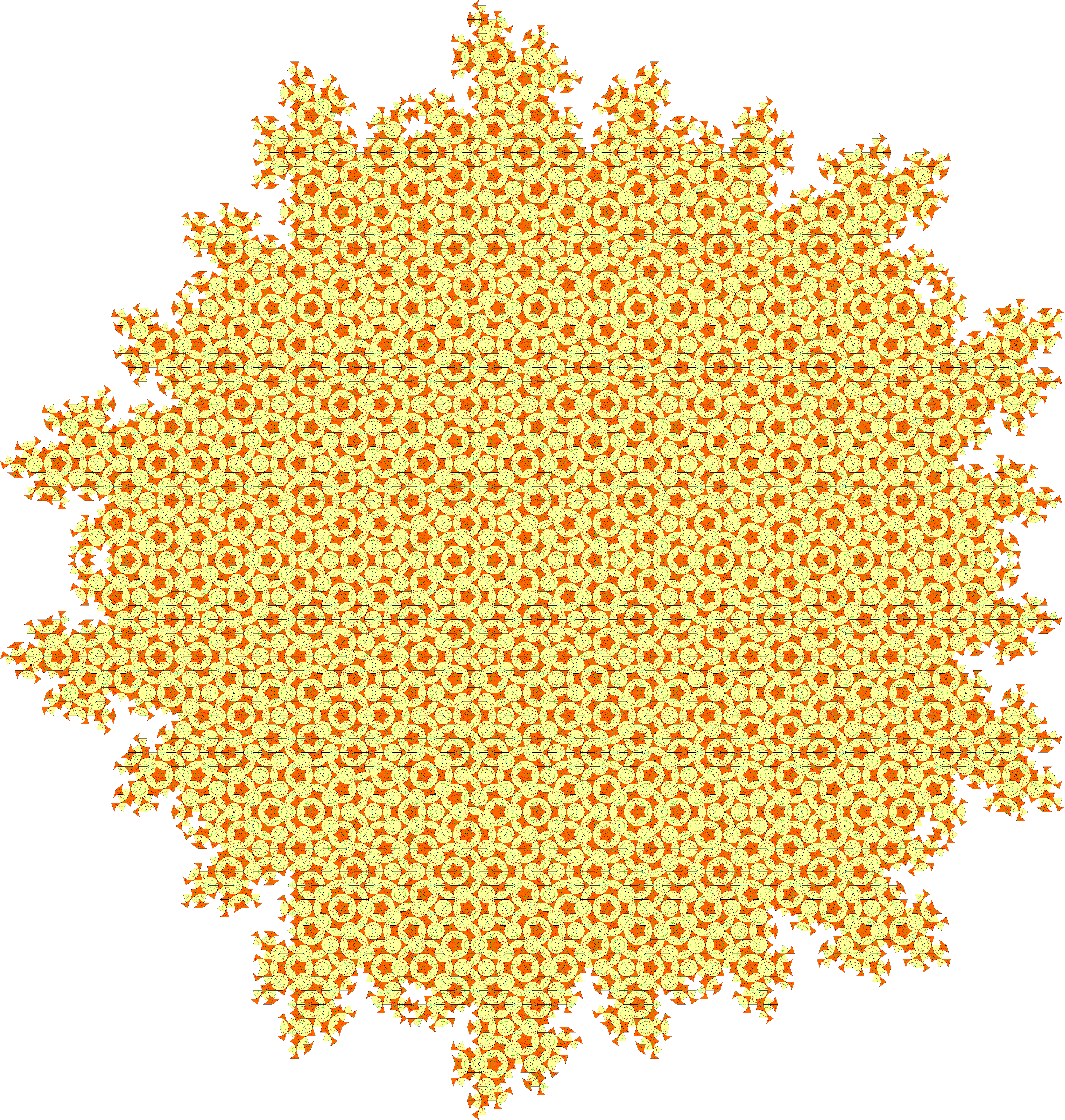
P2 型彭罗斯铺砌中“太阳”顶点的第 8 次缩小

从给定铺砌的一组铺砌（可能是单个铺砌、平面的铺砌或任何其他集合）开始，收缩按照称为生成的一系列步骤进行。在一代收缩中，每个拼块都会被两个或更多个新拼块所取代，这些新拼块是原始拼块的缩小版。替换规则保证新牌按照匹配规则排列。 经过反复的收缩，原始公理形状的铺砌会变得越来越小。
这种划分拼块的规则就是细分规则。
| 名称 | 初始拼块 | 第 1 代 | 第二代 | 第三代 |
| ---- | -------- | ------- | ------ | ------ |
| 半筝 |          |         |        |        |
| 半镖 |          |         |        |        |
| 太阳 |          |         |        |        |
| 星   |          |         |        |        |

上表应谨慎使用。半筝收缩和半飞镖收缩仅在收缩较大图案的情况下才有用，如太阳收缩和星形收缩所示。如果应用于单个筝和飞镖，它们会产生不正确的结果。
此外，简单的细分规则会在铺砌边缘附近产生孔洞，这些孔洞在右侧的顶部和底部图中可见。额外的强制规则很有用。

#### 影响和应用
膨胀和收缩产生了一种构造筝和飞镖（P2）拼贴或菱形（P3）拼贴的方法，称为上下生成。   
彭罗斯铺砌是非周期性的，没有平移对称性–图案无法在整个平面上移动以匹配自身。然而，任何有界区域，无论多大，都会在铺砌中重复无数次。因此，没有任何有限块可以唯一地确定一个完整的彭罗斯铺砌，甚至无法确定拼贴中的哪个位置正在显示。 
这特别表明，不同的彭罗斯铺砌（任何类型）的数量是不可数无限的。上下生成产生了一种参数化铺砌的方法，但其他方法使用阿曼条、五边形网格或切割和投影方案。 

## 相关铺砌和主题

### 十边形覆盖层和准晶体

古梅尔特十边形（左），虚线表示分解成筝和飞镖的部分；较粗较暗的线条界定了内接的王牌和粗菱形；可能的重叠部分（右）是一张或两张红色王牌。

1996 年，德国数学家佩特拉·古梅尔特 (Petra Gummelt) 证明，如果允许两种重叠区域，则可以使用单个十边形拼块构造等同于彭罗斯镶嵌的覆盖（这样称呼是为了将其与非重叠镶嵌相区别）。 十边形拼块上装饰有彩色斑块，覆盖规则只允许与颜色兼容的重叠。将十边形拼块适当分解成筝和飞镖，将这种覆盖物转变为彭罗斯 (P2) 拼块。类似地，可以通过在每个十边形中刻上一个粗菱形来获得 P3 铺砌；剩余空间则由细菱形填充。
这些覆盖层已被认为是准晶体生长的现实模型：重叠的十边形是“准晶胞”，类似于构成晶体的晶胞，匹配规则可最大化某些原子团簇的密度。  由于缺乏布洛赫定理，覆盖层的非周期性使得诸如电子结构等物理特性的理论研究变得困难。然而，准晶体的光谱仍然可以通过误差控制来计算。 

### 相关铺砌

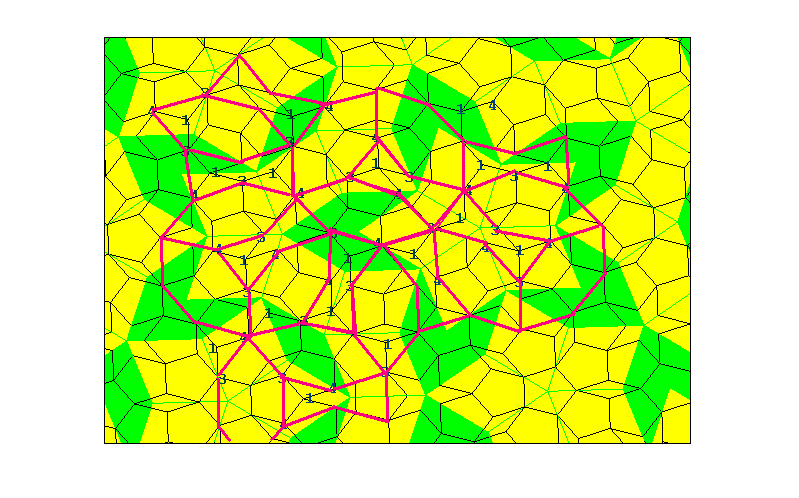
领带和梭形铺砌（彭罗斯背景上为红色）

彭罗斯铺砌的三种变体是相互局部可导的。从 P1 铺砌的顶点中选择一些子集可以产生其他非周期性铺砌。如果 P1 中一个五边形的角依次标记为1、3、5、2、4 ，那么所有五边形中都会建立明确的标记，顺序为顺时针或逆时针。具有相同标签的点定义 Robinson 三角形铺砌，而带有数字 3 和 4 的点定义领带和梭形铺砌的顶点。 

一种非准晶体的变体铺砌。它不是彭罗斯拼贴，因为它不符合拼贴对齐规则。

还有其他相关的不等价铺砌，例如六边形船星铺砌和米库拉–罗斯铺砌。例如，如果将菱形铺砌的匹配规则简化为对每个顶点允许的角度进行特定限制，则可获得二元铺砌。 它的底层对称性也是五重的，但它不是准晶体。它可以通过用较小的菱形装饰原始铺砌的菱形来获得，或者通过应用替换规则来获得，但不能通过德布鲁因的切割和投影法获得。 

## 艺术与建筑

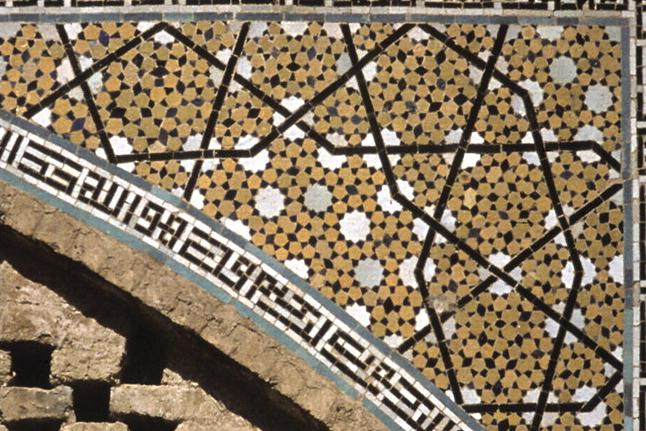
伊朗伊斯法罕Darb-i Imam神殿的拱肩上的五边形和十边形Girih 拼块图案（公元 1453 年）
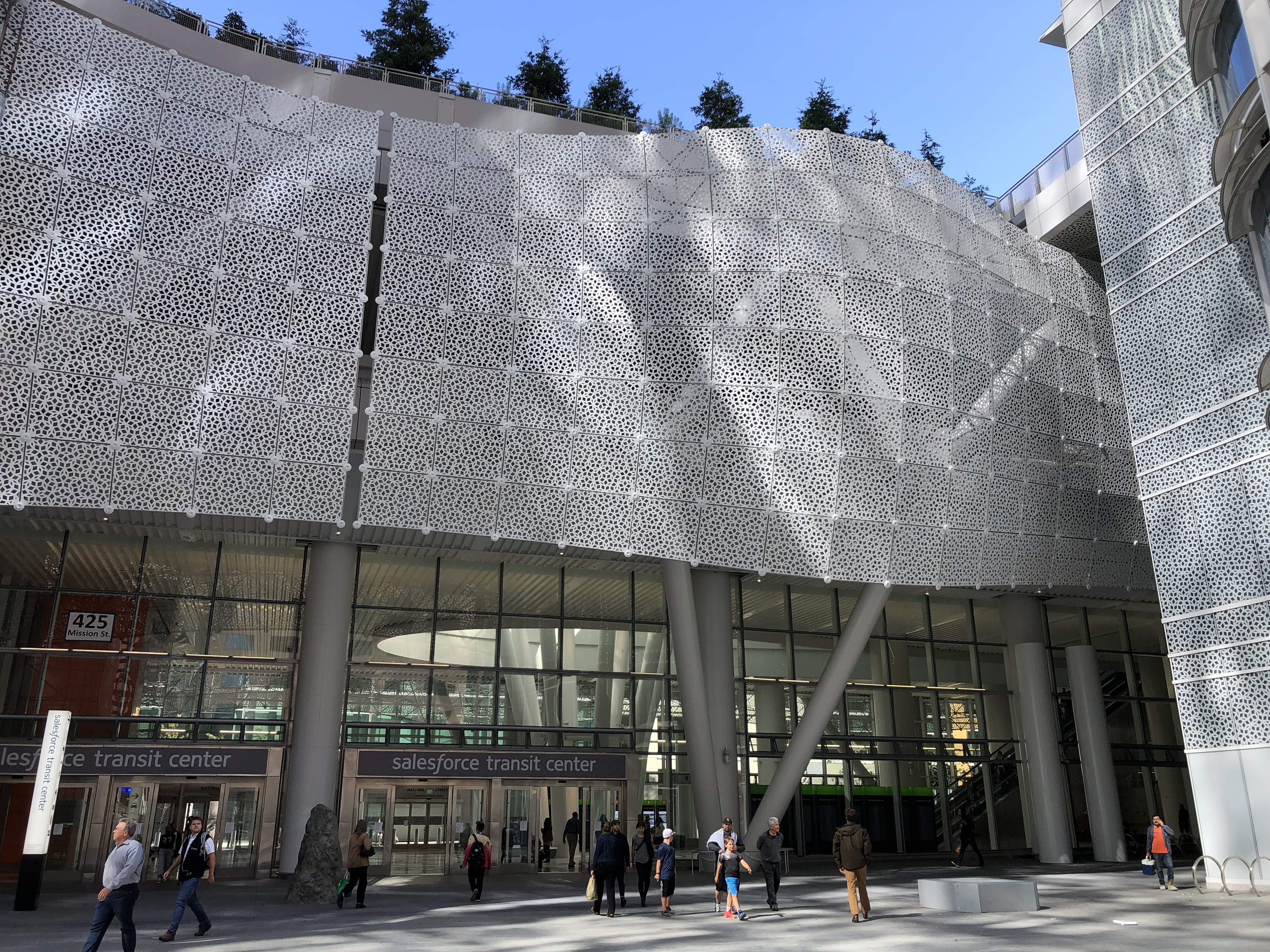
旧金山的Salesforce 交通中心。外部“表皮”由白色铝制成，上面穿孔，图案类似彭罗斯拼块。
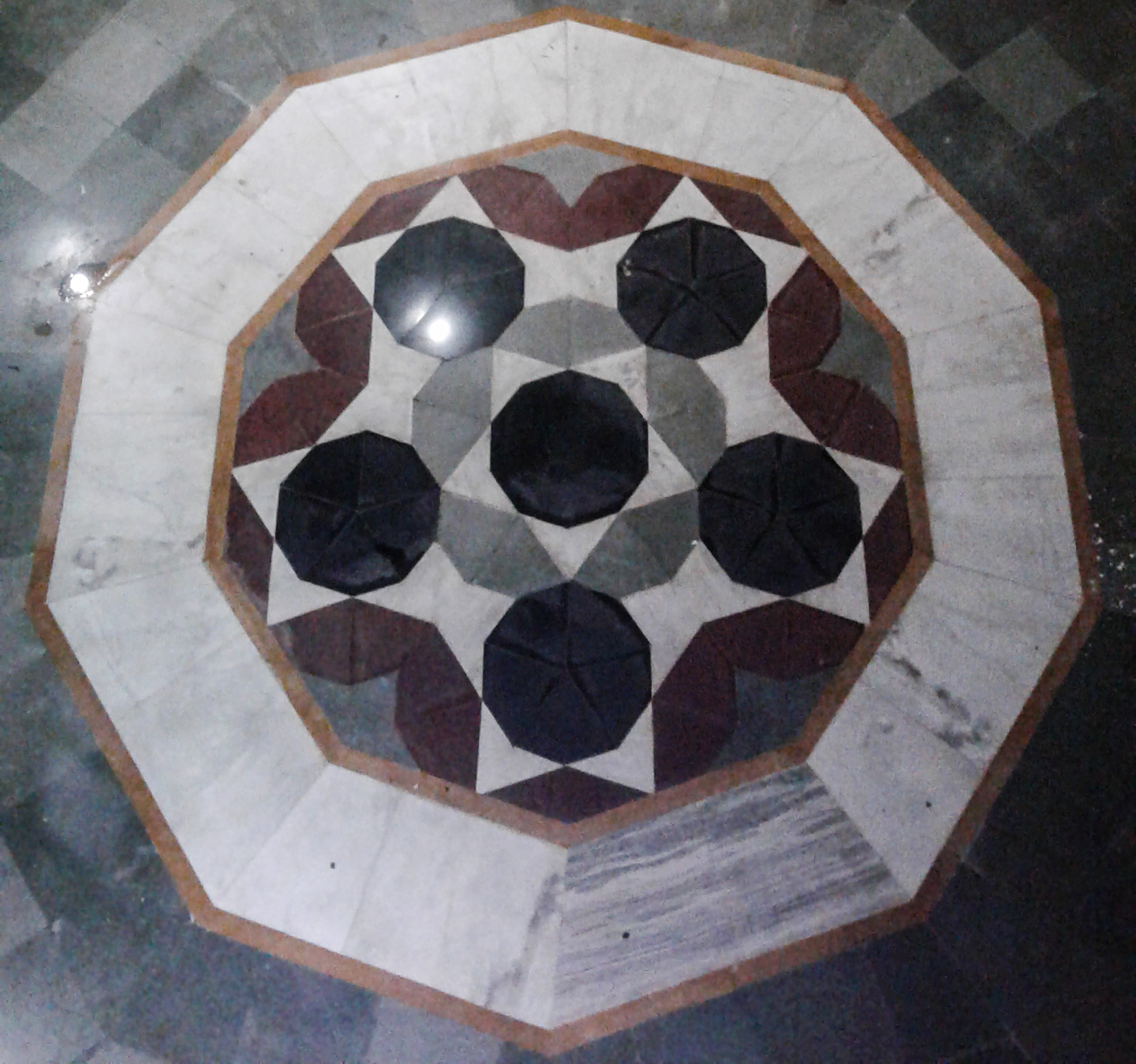
印度理工学院阿拉哈巴德分校3 号计算机中心 (CC-3) 地板上的彭罗斯拼块

铺砌的美学价值早已受到重视，并且仍然是人们对其产生兴趣的原因；因此，彭罗斯铺砌的视觉外观（而不是形式定义属性）引起了人们的注意。人们已经注意到它与北非和中东使用的某些装饰图案的相似性；  物理学家Peter J. Lu和Paul Steinhardt提出的证据表明，彭罗斯拼贴是中世纪伊斯兰几何图案的基础，例如伊斯法罕Darb-e Imam神殿中的girih （带状）拼贴。 
1970 年，艺术家克拉克·里切特（Clark Richert）在落城（Drop City）创作的艺术作品中使用了同样的菱形，他通过将菱形三十面体的阴影投射到平面上，并观察嵌入的“胖”菱形和“瘦”菱形，它们拼贴在一起产生了非周期性的镶嵌，这早于彭罗斯的发现 。这些几何探索促成了史蒂夫·贝尔 (Steve Baer ) 的Zome 架构的发展。艺术史学家马丁·肯普（Martin Kemp）观察到，阿尔布雷希特·丢勒（Albrecht Dürer）绘制过类似的菱形拼贴图案。 
1979 年，迈阿密大学使用水磨石制作的彭罗斯拼块装饰了数学和统计系的学士楼（Bachelor Hall) 庭院。 
印度阿拉哈巴德信息技术学院自 2001 年第一期建设开始，教学楼就以“彭罗斯几何”为基础进行设计，其风格以罗杰·彭罗斯开发的镶嵌图案为基础。这些建筑的许多地方的地板都有由彭罗斯拼块组成的几何图案。 
西澳大利亚大学贝丽斯大楼中庭的地板铺有彭罗斯拼块。 
安德鲁·怀尔斯大楼是 2013 年 10 月以来牛津大学数学系的所在地。 大楼入口处的地面铺有一块彭罗斯拼块。 
赫尔辛基市中心的Keskuskatu街的步行区采用彭罗斯拼块铺设。该作品于 2014 年完成。 
旧金山 2018 年建成的Salesforce 交通中心外部采用波纹状白色金属表皮，表面带有穿孔，呈现出彭罗斯图案。 